# Donaghadee
Donaghadee (en gaèlic irlandès Domhnach Daoi que vol dir "església de Daoi") és una vila d'Irlanda del Nord, al comtat de Down, a la província de l'Ulster. Es troba a la península Ards, a 29 kilòmetres de Belfast i a 10 de Bangor. Està situada al townland de Town Parks of Donaghadee, la parròquia civil de Donaghadee i la baronia d'Ards Lower.

## Demografia
Donaghadee és classificada com a ciutat petita per la Northern Ireland Statistics and Research Agency (NISRA) (amb una població entre 4.500 i 10.000 habitants). Segons el cens de 2001 tenia 6.470 habitants dels quals:
- 19,4% tenien menys de 16 anys i el 26,3% en tenia més de 60
- 47,5% són homes i el 52,6% són dones
- 5,2% són catòlics irlandesos i el 90,0% són protestants
- 3,3% de la població entre 16–74 anys estan a l'atur.

## Història
En el segle xvii els ports de l'Ulster van començar a augmentar en importància. El 1625 William Pitt va ser nomenat Duaner dels ports de Newcastle, Dundrum, Killough, Portaferry, Donaghadee, Bangor i Holywood. En 1637 l'Agrimensor General de Duanes va emetre un informe elaborat a partir dels comptes de les duanes deguts per cada port i dels ports de l'Ulster a la llista, el primer era Carrickfergus, seguit de Bangor, Donaghadee i Strangford.
El diumenge 10 de juny de 1798, durant la rebel·lió irlandesa de 1798, una força dels Irlandesos Units, formada principalment per gent de Bangor, Donaghadee, Greyabbey i Ballywalter van intentar ocupar la ciutat de Newtownards. Però foren rebuts a trets de mosquet des de la casa de mercat i van ser derrotats.
Donaghadee es va utilitzar en el període 1759-1826 per buscar parelles per casar-se a Portpatrick, Wigtown, Escòcia, ja que hi havia un paquebot diari. Durant aquest període, Portpatrick era conegut com el Gretna Green per a Irlanda.
L'estació de llanxes al port de Donaghadee, fundada el 1910, és una de les més importants a la costa irlandesa. El RNLB Sir Samuel Kelly és un bot salvavides una vegada famós i que ara es conserva al port. El 31 de gener de 1953, el bot salvavides va rescatar 32 supervivents al Mar d'Irlanda del ferri MV Princess Victoria que feia el trajecte Larne-Stranraer.

## Galeria d'imatges

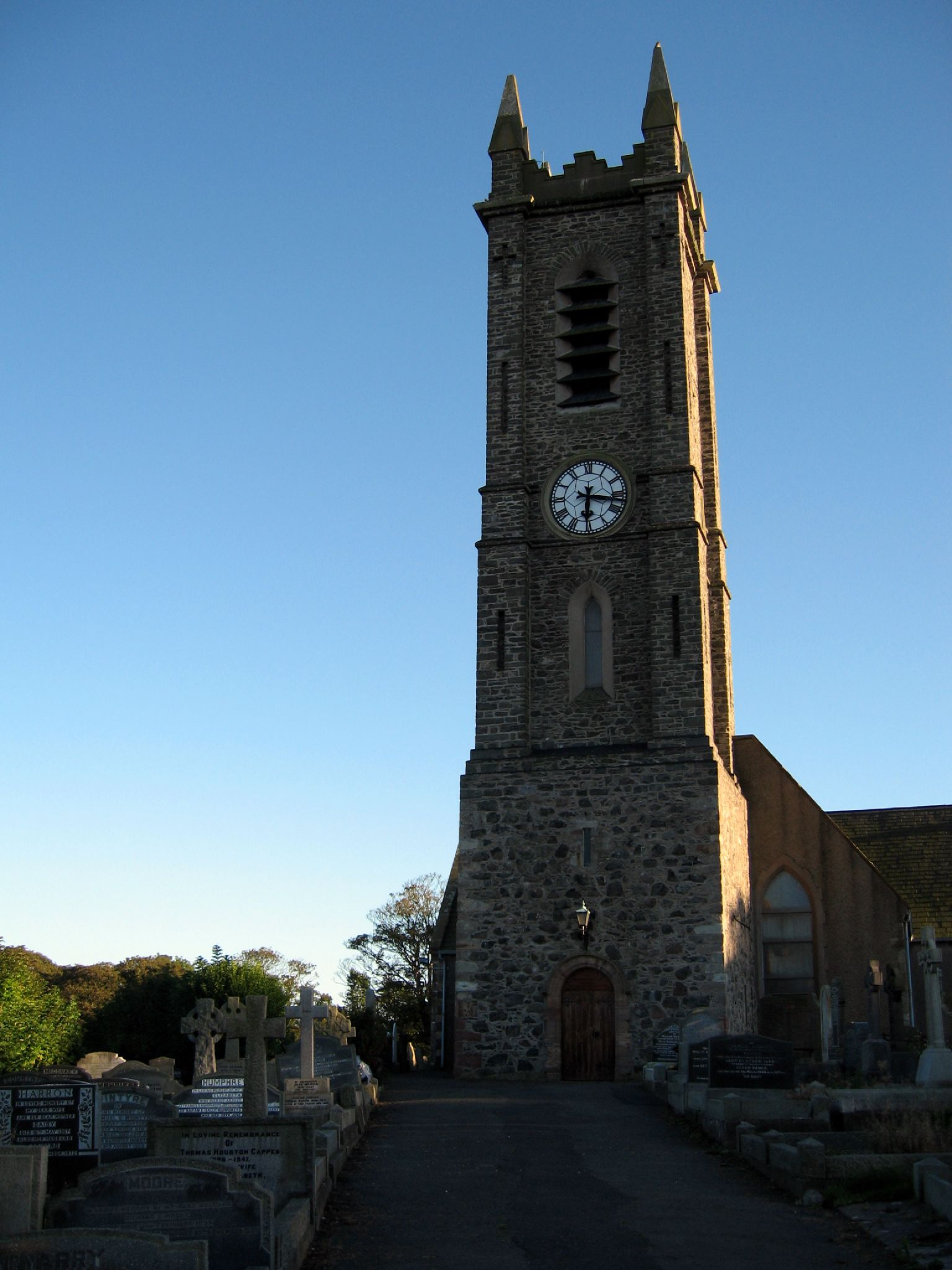
Església de la parròquia
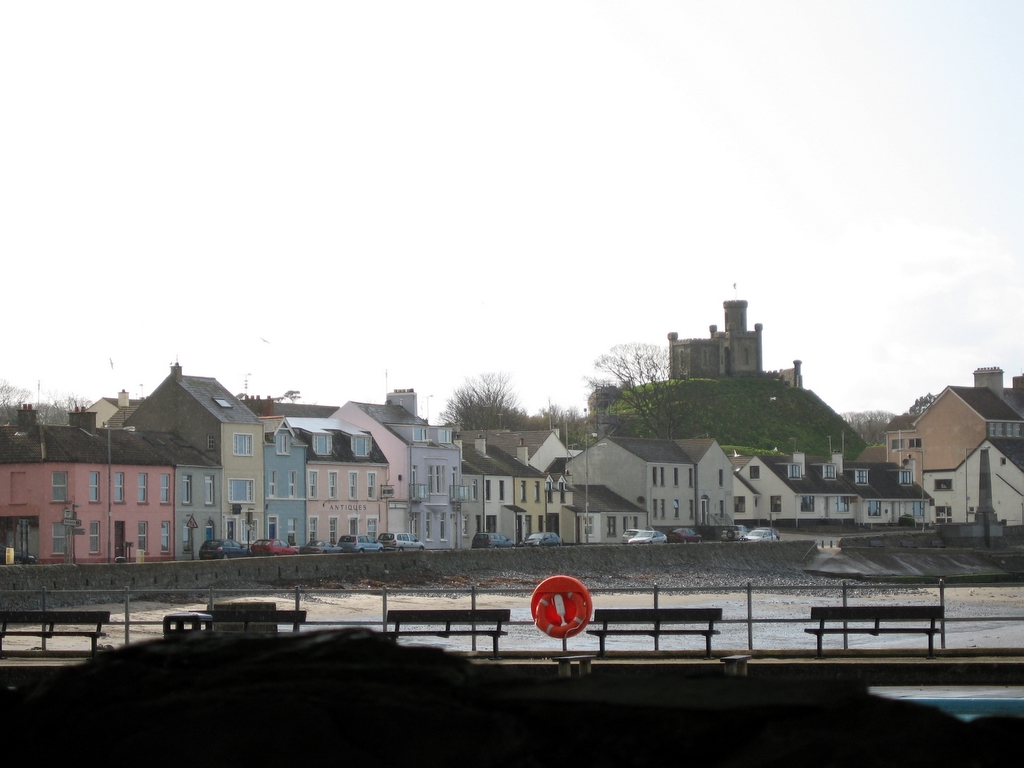
Mota de Donaghadee